# Ixchela furcula
Ixchela furcula är en spindelart som först beskrevs av F. O. Pickard-Cambridge 1902.  Ixchela furcula ingår i släktet Ixchela och familjen dallerspindlar. Inga underarter finns listade i Catalogue of Life.